# 吉原基貴
吉原 基貴（よしはら もとき、1980年4月28日 - ）は、日本の漫画家、イラストレーター。神奈川県出身、藤沢市在住。男性。2018年より2021年7月まで『86-エイティシックス-』のコミカライズを連載していたが体調不良により執筆困難な状況となったため連載終了。

## 来歴
1980年4月28日、神奈川県で誕生。
2003年、『モーニング』（講談社）にて綱本将也原作によるサッカーを題材とした漫画『U-31』を発表し、デビューを果たす。
2012年、『月刊コミックゼノン』（徳間書店）12月号より、原哲夫の原作による『クロスバトラーズ〜Cyber Blue the Last Stand〜』の連載が開始され、吉原が作画を担当。2013年に連載が終了後は、2013年に『電撃マオウ』（アスキー・メディアワークス）2014年2月号より『戦国BASARA4』の連載を開始。
2016年に『コミッククリア』（KADOKAWA）にてさくらいとおるの原作による、格闘ゲームが普及した近未来を舞台にした『バトルメサイア』の連載を開始。同年、『U-31』が実写映画化される。2018年、『ヤングガンガン』（スクウェア・エニックス）にて、安里アサトによるライトノベル『86-エイティシックス-』のコミカライズを連載を開始。2021年7月まで掲載後、体調不良により連載終了。

## 作品リスト

### 連載
- U-31（原作：綱本将也、『モーニング』2003年17号[12] - 2004年50号[13]、全2巻・完全版全2巻、講談社） - 不定期連載[5]
- ロナウジーニョ The Smiling Champion（原作：ルーカ・カイオーリ、全1巻、ゴマブックス）
- あおいひ（全1巻、講談社） - 短編連作[14]
- サイバーブルー 失われた子供たち（ロスト・チルドレン）（原作：原哲夫、『月刊コミックゼノン』2011年1月号 - 2012年7月号、全4巻、徳間書店）
  - クロスバトラーズ〜Cyber Blue the Last Stand〜（原作：原哲夫、『月刊コミックゼノン』2012年12月号[6] - 2014年1月号[7]、全3巻、徳間書店）※上記の続編
- 戦国BASARA4（監修・協力：カプコン、『電撃マオウ』2014年2月号[8] - 2015年12月号、全3巻、KADOKAWA アスキー・メディアワークス）
- 戦国BASARA4 梵天丸編（原作：カプコン、『戦国BASARAマガジン』vol.4 - vol.10 、全1巻、KADOKAWA アスキー・メディアワークス）
- バトルメサイア（原作：さくらいとおる、『コミッククリア』2016年7月8日[9] - 2017年9月8日、既刊1巻、KADOKAWA エンターブレイン）
- 86-エイティシックス-（原作：安里アサト、キャラクターデザイン：しらび、メカニックデザイン：I-IV、『ヤングガンガン』2018年No.05[3] - 2021年No.10（2021年4月から『マンガUP!』に再掲載[15]）、全3巻、スクウェア・エニックス）

### 読み切り
- foot!（新潮社） - 単行本未収録
- 誰がために 〜黒田博樹物語〜（原案協力・取材：戸塚啓、協力：広島東洋カープ、『ヤングアニマル』2007年14号[16]、15号[16]、『ヤングアニマルDensi』2015年3月13日[16]、全3話、白泉社） - 単行本未収録
- 25のB（白泉社） - 単行本未収録
- ANIMALPEDIA（白泉社） - 単行本未収録

### イラスト
- U-31小説版（著：綱本将也、U-31完全版に収録、講談社） - イラスト
- 雑誌『パンドラ』vol.2（講談社） - 作品[17]
- 雑誌『パンドラ』vol.3（講談社） - 表紙イラスト
- 捜査官（著：末浦広海、講談社） - 挿画
- 2010年神奈川ダービー（湘南ベルマーレ対川崎フロンターレ） - 湘南ベルマーレホームページ告知イラスト

## 活動
- 『月刊コミックゼノン』のイベント「ゼノンファン感謝祭」（2011年10月27日、吉祥寺CAFE ZENON開催[18]） - 参加[18]